# Parc national Drents-Friese Wold
Le parc national Drents-Friese Wold (en néerlandais : Nationaal Park Drents-Friese Wold) est une grande réserve naturelle d'un seul tenant aux confins des provinces néerlandaises de Frise et de Drenthe, au statut de parc national. Créé en 2000, il compte près de 6 100 hectares, composés de bois, de landes et de terrains sablonneux. 
Les localités importantes aux abords du parc sont les villages de Appelscha en Frise du sud-ouest et ceux de Doldersum, Diever, Hoogersmilde, Wapse et Vledder en province de Drenthe.

## Paysage

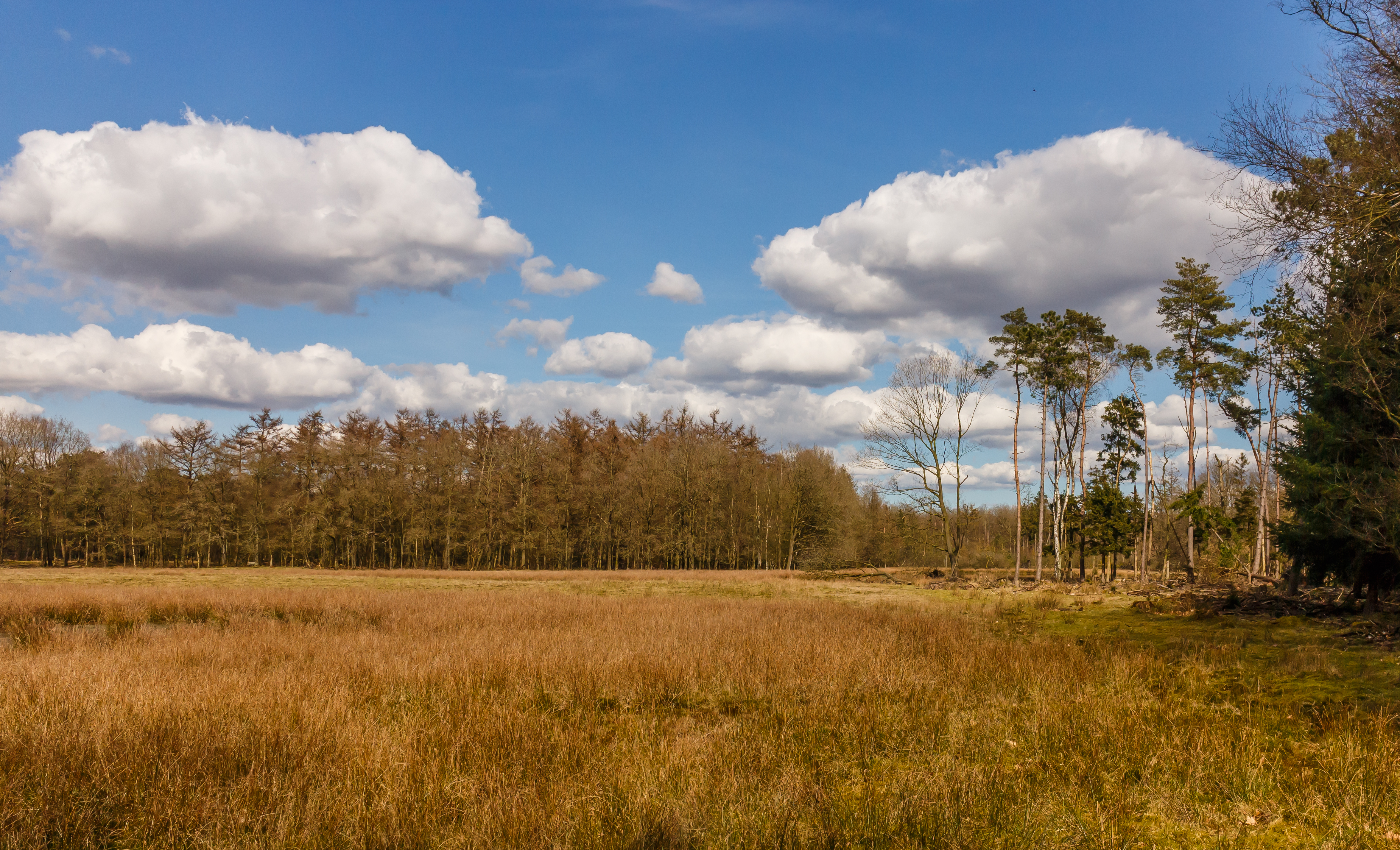
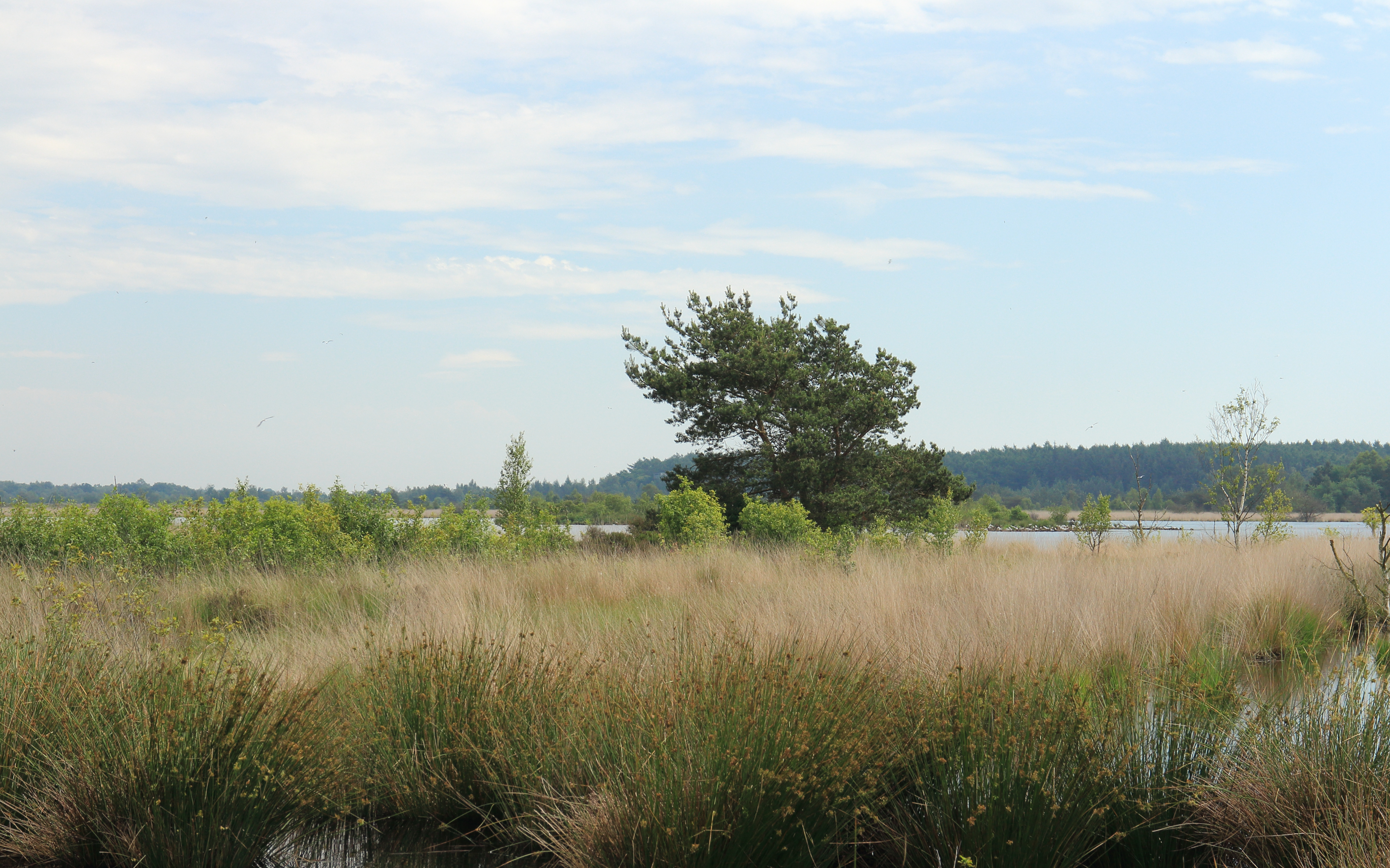
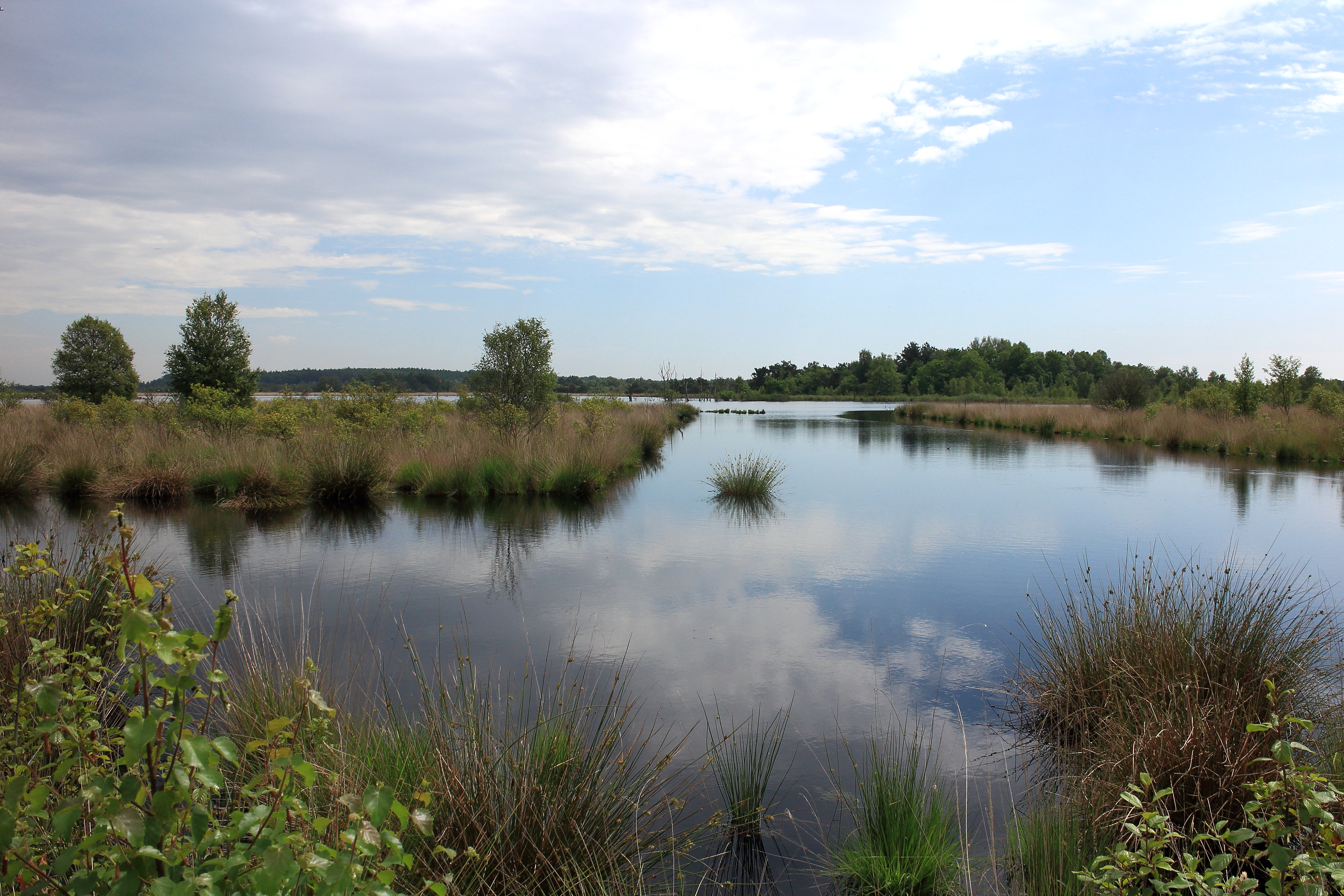
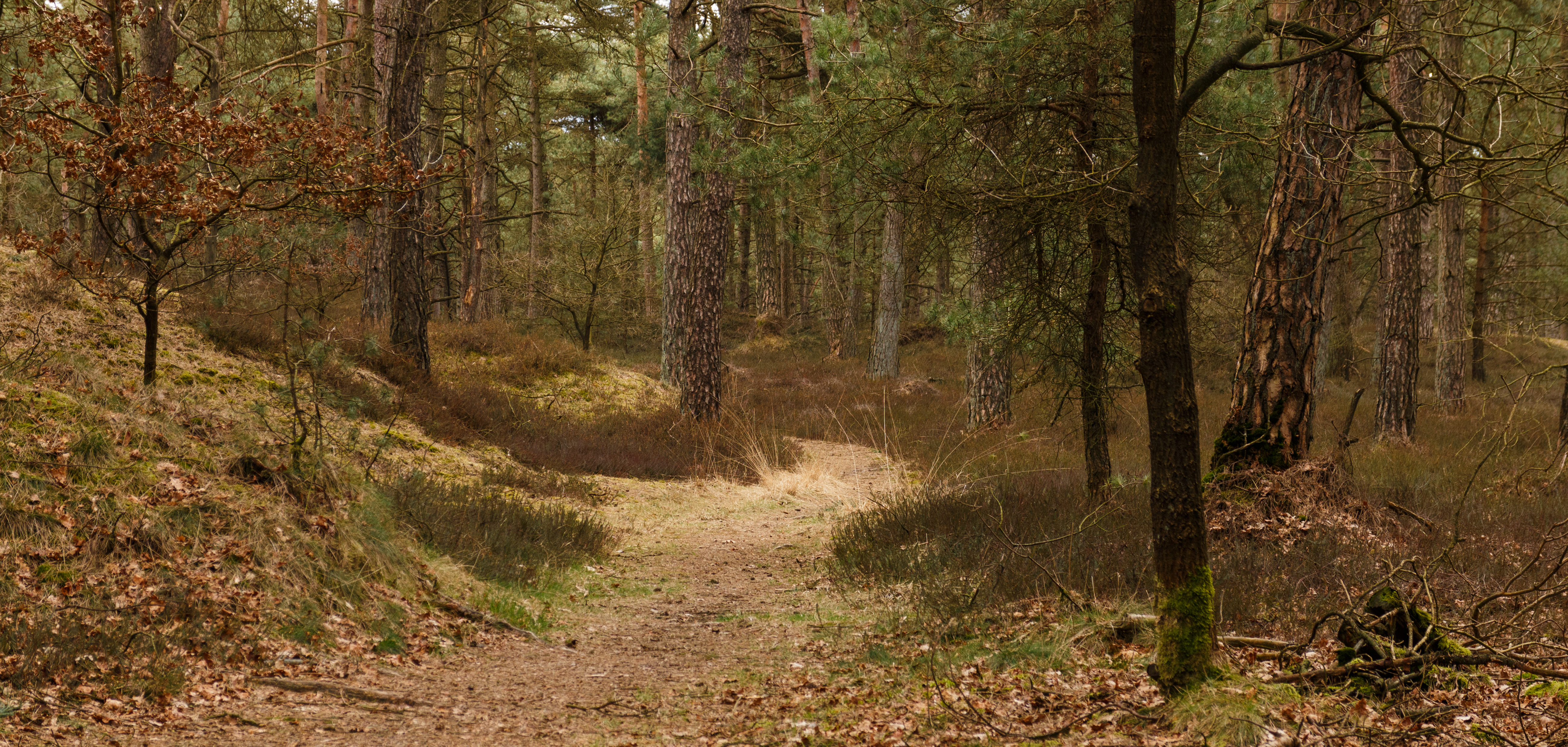
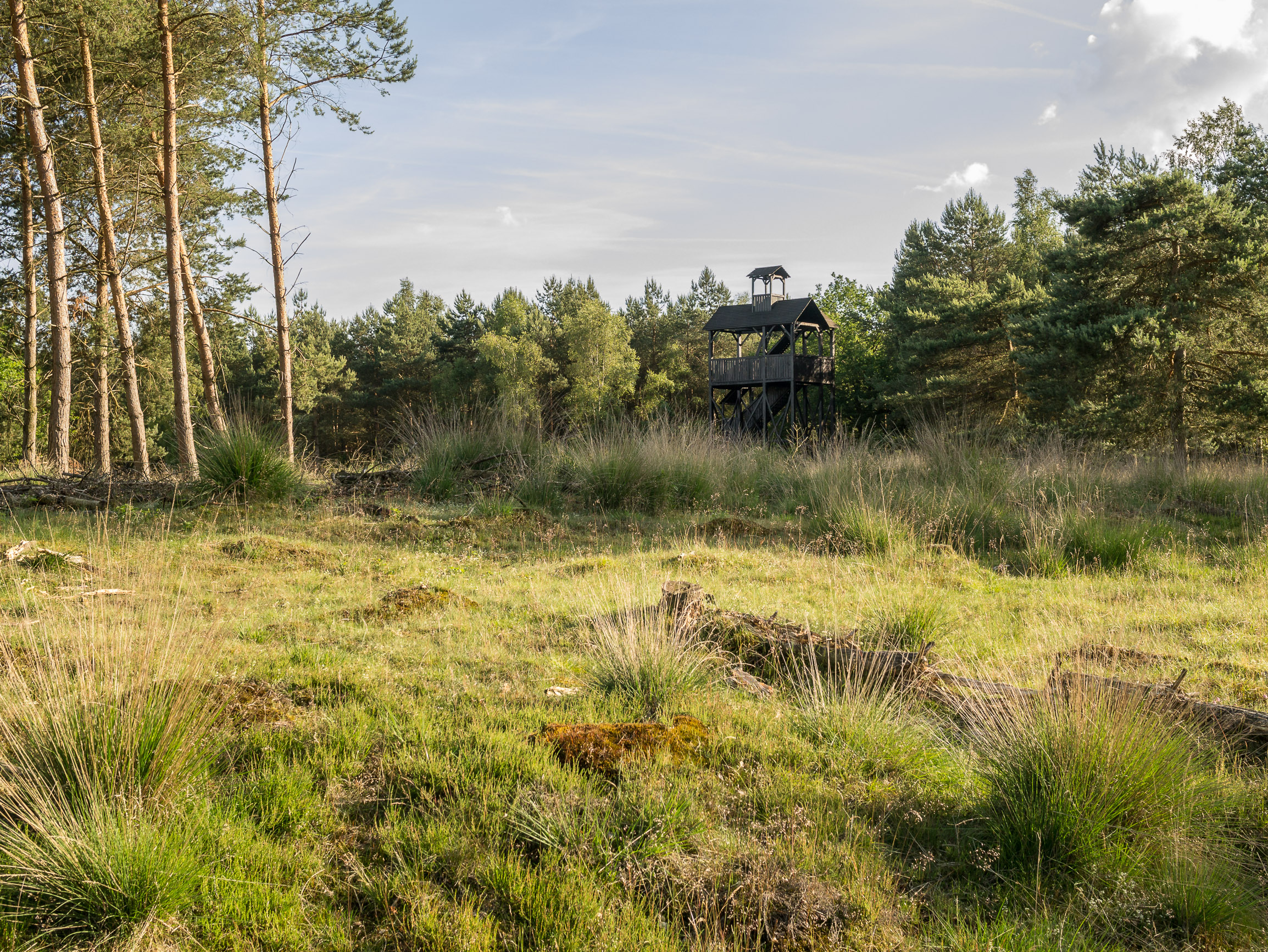
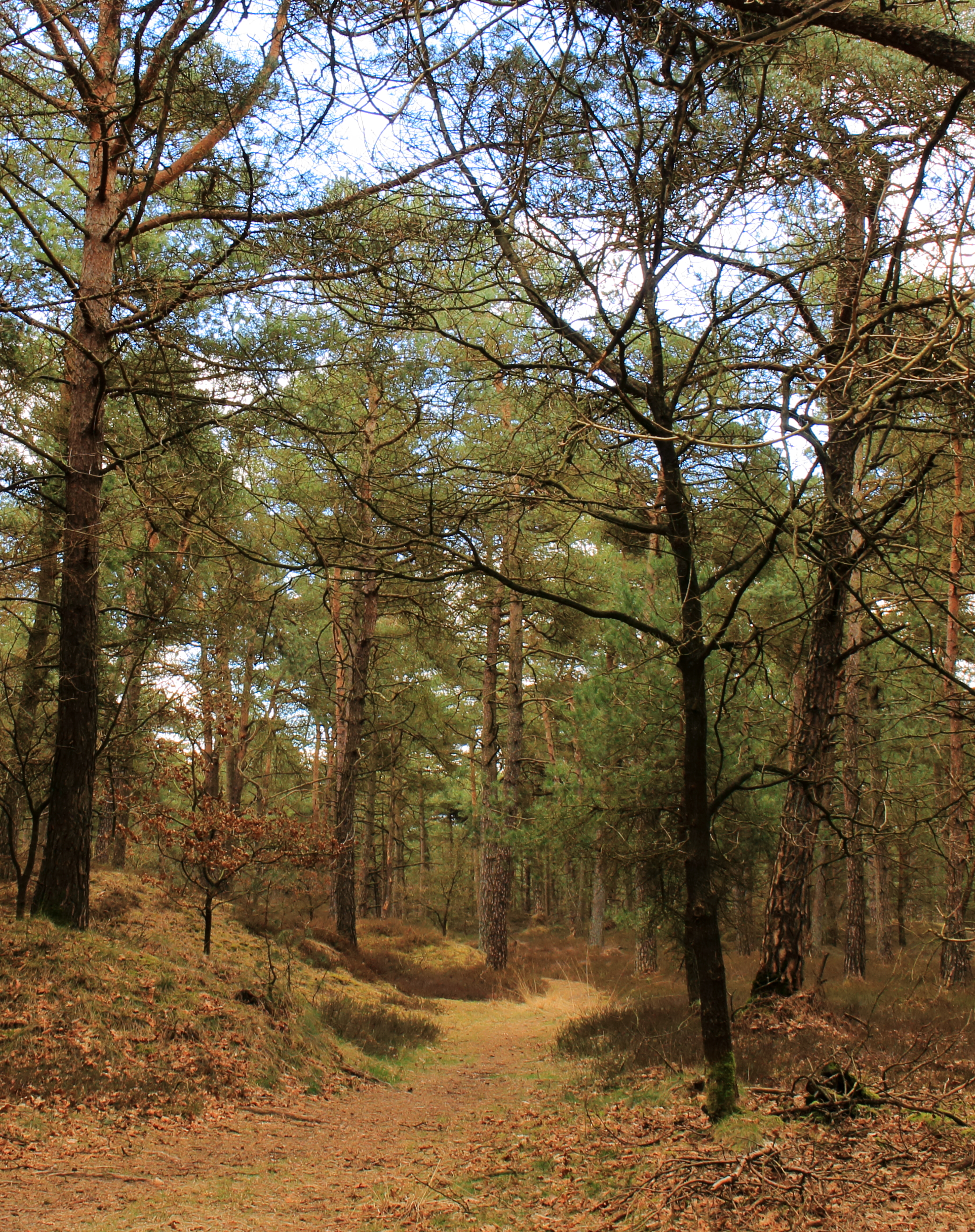

## Flore et faune
Une zone naturelle d'un seul tenant d'une telle étendue offre de la place à diverses espèces végétales et animales. Citons en particulier :

### Faune
- martre
- vipère
- couleuvre
- orvet
- salamandre
- lézard vivipare
- chevreuil
- pivert
- pic
- busard
- épervier

### Flore
- gentiane
- Drosera rotundifolia
- bruyère

## Gestion
Les quatre principaux gestionnaires de ce parc national sont :
- L'office des forêts domaniales (Staatsbosbeheer) qui contrôle 4 150 hectares (surtout au nord-est du côté de Appelscha) ;
- La direction des monuments naturels (Natuurmonumenten) qui contrôle 950 hectares près de Diever (et le secteur Berkenheuvel) ;
- Le Drentse Landschap (littéralement « paysage de Drenthe ») qui gère 450 hectares près de Doldersum (Doldersummerveld) ;
- La Maatschappij van Weldadigheid (littéralement « société de bienfaisance ») qui gère 200 hectares de bois à l'ouest du parc (près de Doldersum).

## Tourisme
La totalité du parc comprend un réseau étendu de pistes cyclables asphaltées. Dès lors, de nombreux touristes s'y rendent pour pratiquer la bicyclette. Il existe de plus des pistes spéciales pour les vélos de montagne (mountainbike).